# Tuoni (mitologia)
Nella mitologia finlandese Tuoni è il dio dei morti e signore dell'oltretomba. 

La sua sposa è Tuonetar (oppure Manalatar) ed insieme regnano nel Tuonela che corrisponde alla terra dei morti.
Tuoni è conosciuto anche con i nomi Mana e Manalainen ed ha una figlia che siede sulle sponde del fiume nero ed impetuoso che divide l'oltretomba (il Tuonela) dalla terraferma e su cui nuotano sacri cigni. 

A volte il Tuonela è descritto come un'isola.
Nel Kalevala Tuoni è il nome del fiume che bagna la terra dei morti e la traghettatrice (paragonabile a Caronte) che trasporta Väinämöinen è una ragazza di nome Tuonen tytti ("la ragazza di tuoni") o Tuonen piika ("la serva della morte").
Nella mitologia estone ha un corrispondente (Tooni) ed i termini con cui viene identificato l'aldilà oppure l'inferno sono gli stessi (Toonela, Manala oppure Mana).